# جبرتي الشمراني
جبرتي علي الشمراني لاعب كرة قدم سابق مواليد 1388هـ في مدينة جدة غرب السعودية.
وهو لاعب وسط سابق في نادي الاتحاد والمنتخب السعودي, قضى 13 عاماً في أسوار العميد قبل أن يترك كرة القدم عام 2000م بسبب عدم قدرته على العطاء مكتفياً بما حققه من إنجازات.

## نبذة عن مسيرته الكروية
بدأ جبرتي لعب الكرة من خلال حواري مدينة جدة وقرر بعد ذلك التوجة لنادي الاتحاد, وبالفعل تم تسجيله في فئة البراعم بعد أن أعجب بإمكانياته المدرب عبد القادر كتالوج الذي راهن عليه كثيراً.
وتدرج بعد ذلك جبرتي حتى وصل لفئة الناشئين عام 1986م, حيث قام مدرب الفريق الأول النمساوي «سكوتش» بتصعيده للفريق في بطولة كأس الاتحاد السعودي بسبب انضمام بعض اللاعبين إلى المنتخب الأول.
ولم يتردد جبرتي في استغلال هذه الفرصة حيث ظهر بمستوى مميز مكنه من الاستمرار في اللعب مع الفريق وساهم في تحقيق بطولة كأس الملك عام 1988م.
مستويات جبرتي جعلته ينضم لمنتخب الناشئين في كأس العالم 89 باستكلندا وساهم مع زملائه عبر اهدافه الحاسمة في تحقيق البطولة كإنجاز تاريخي لا يزال عالق في اذهان كل السعوديين.
استمر جبرتي في المشاركة مع الاتحاد وحصد معه الكثير من البطولات وكان عاملاً مهماً في تحقيق معظمها قبل أن يعلن بعد الفوز ببطولة الدوري عام 1999م أمام الغريم التقليدي الاهلي, اعتزاله الكرة.

## اسهاماته مع الاتحاد
- تحقيق كأس الملك عام 1408هـ
- تحقيق كأس ولي العهد مرتين عامي 1411هـ و1416هـ
- تحقيق بطولة الدوري مرتين عامي 1417هـ و1419هـ
- تحقيق كأس الاتحاد السعودي مرتين عامي 1417هـ و1419هـ
- تحقيق كأس الاندية الخليجية عام 1419هـ
- تحقيق كأس الاندية الآسيوية عام 1419هـ

## اسهاماته مع المنتخب
- الفوز بكأس العالم للناشئين عام 1989م.